# Ivano-Fracena
Ivano-Fracena est une ancienne commune italienne de moins de 1 000 habitants située dans la province autonome de Trente dans la région du Trentin-Haut-Adige dans le nord-est de l'Italie. Elle fusionne avec Spera, Strigno et Villa Agnedo le 1er janvier 2016 pour former Castel Ivano

## Administration
| Période                                  | Période  | Identité           | Étiquette | Qualité |
| ---------------------------------------- | -------- | ------------------ | --------- | ------- |
| 9 mai 2005                               | En cours | Maurizio Pasquazzo |           |         |
| Les données manquantes sont à compléter. |          |                    |           |         |

### Communes limitrophes
Pieve Tesino, Strigno, Ospedaletto, Villa Agnedo